# Adobe Photoshop Lightroom
Adobe Photoshop Lightroom — графический редактор компании Adobe для работы с цифровыми фотографиями. Может использоваться для «проявки» «цифровых негативов» (форматы данных DNG, Raw), ретуши фотоснимков и организации их каталога.

## Описание
В переводе с английского Lightroom означает «светлая комната», то есть программа задумывалась как цифровой аналог фотолаборатории (англ. dark room, «тёмная комната»), в которой фотографы проявляют плёнки, печатают снимки и выполняют прочие манипуляции.
Основан на исходных кодах ранее выпускавшейся программы Rawshooter фирмы Pixmantec. Пользовательский интерфейс Adobe Photoshop Lightroom написан с использованием Lua.
Особенностью программы является «недеструктивное редактирование», при котором исходный файл изображения остаётся неизменным, а все операции редактирования изображения осуществляются над автоматически сгенерированными из мастер-файла рабочими файлами — «версиями».
Умеет работать с форматом Raw, также поддерживает DNG. Начиная с 2013 года в Adobe Photoshop Lightroom есть возможность кадрировать фотографии согласно диагональному методу, наряду с другими правилами композиции.

## Версии

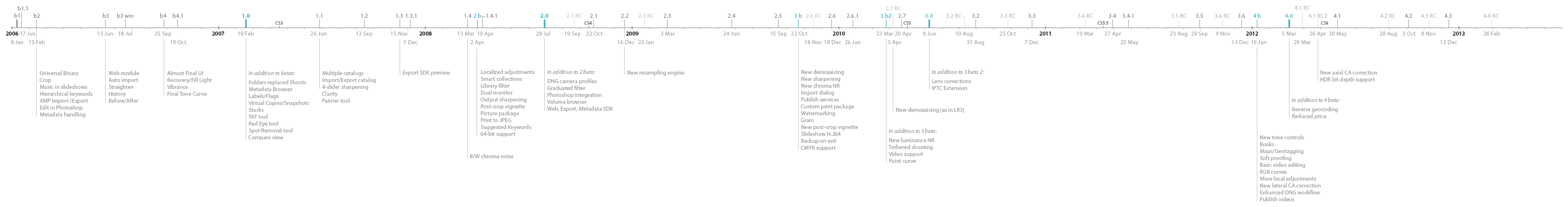
Временная шкала Lightroom

Начиная с 3-й версии появилась возможность публиковать снимки на фотохостингах и социальных сетях Flickr, Facebook и других непосредственно из программы.
В 4-й версии для Microsoft Windows прекращена поддержка Windows XP. Для работы требуется версия Windows Vista и выше.
В 5-й версии для Microsoft Windows прекращена поддержка Windows Vista. Для работы требуется версия Windows 7 и выше. В версии для Apple Macintosh прекращена поддержка Mac OS X Snow Leopard 10.6. — для работы требуется версия OS X 10.7 Lion и выше.
6-я версия, или Adobe Photoshop Lightroom CC 2015, официально выпущена 21 апреля 2015 года. Это первая версия Lightroom для поддержки только 64-битной операционной системы. С версии Lightroom 6 требуется версия OS X 10.10 Yosemite и выше.
Новые функции: Объединение HDR; Слияние панорамы; Повышение производительности, ускорение графического процессора; Распознавание лица; Расширенные слайд-шоу для видео; Фильтрующая кисть.

## Награды
Adobe Photoshop Lightroom стал лауреатом премий TIPA (Technical Image Press Association) и EISA (European Imaging and Sound Association):
- EISA European Advanced SLR (2006—2007)[7],
- TIPA Best Photo Software (2009) за Lightroom 2[8].